# Hydroptila aegyptia
Hydroptila aegyptia är en nattsländeart som beskrevs av Georg Ulmer 1963. Hydroptila aegyptia ingår i släktet Hydroptila och familjen smånattsländor. Inga underarter finns listade i Catalogue of Life.